# Салимов, Алибала Ханахмед оглы
Алибала Ханахмед оглы Салимов (азерб. Əlibala Xanəhməd oğlu Səlimov; род. 14 ноября 1955, Нефтечалинский район, Азербайджанская ССР) — советский и азербайджанский организатор сельского хозяйства. Народный депутат СССР (1989—1991) от колхозов, объединяемых Союзным советом колхозов.

## Биография
Родился 14 ноября 1955 года в селе Мюрсагулу Нефтечалинского района Азербайджанской ССР.
В 1977 году окончил Сальянский сельскохозяйственный техникум, позже окончил заочное отделение Азербайджанского сельскохозяйственного института имени Агамали оглы.
Начал трудовую деятельность в 1972 году колхозником, позже — энтемолог, бригадир, агроном, по 1991 год — председатель колхоза имени Наримана Нариманова Нефтечалинского района республики. В 1991—1993 годах председатель колхоза имени Юсифа Касумова, в 1993—1996 годах — председатель колхоза имени Этибара Асадова Нефтечалинского района. Под руководством Салимова коллективы колхозов достигали высоких результатов труда, в 1991 году коллектив колхоза имени Касумова только от зерна получил прибыль свыше 3 миллионов рублей. Особое внимание уделял бытовым условиям колхозников — при главной усадьбе колхозов, селе Хол Каракашлы, под руководством Алибалы Салимова были построены почта, мечеть, больница на 75 коек, дом культуры, зона отдыха, капитально отремонтирована школа. 
На IV съезде колхозников Азербайджана (1988) избран председателем Совета колхозов Азербайджана, занимал этот пост в 1988—1994 годах. В 1994 году был утвержден членом Государственной комиссии по проведению аграрной реформы. 
В 2002—2020 годах — председатель Хол-Каракашлинского муниципалитета. С 2017 года — руководитель производственного кооператива «Мугань-2017», под руководством высаживаются высококачественные сорта хлопка, получаются высокие урожаи хлопчатника свыше 50 ц/га. Председатель Нефтечалинского районной ассоциации предпринимателей, председатель районного совета фермеров и кооперации.
Активно участвовал в общественно-политической жизни республики и Советского Союза. Состоял в КПСС, в 1989 году избран народным депутатом СССР от колхозов, объединяемых Союзным советом колхозов.
Проживает в селе Мюрсагулу Нефтечалинского района Азербайджана.